# Vitalie Nagacevschi
Vitalie Nagacevschi (n. 28 ianuarie 1965, Sîngerei) este un politician, jurist și avocat din Republica Moldova, care a fost deputat în Parlamentul Republicii Moldova din 2009 pînă în 2010.
Este membru al biroului de avocați «Biroul Asociat de Avocați "Nagacevschi și Partenerii"».

## Activitate profesională
Din 1991 până în 1994 a activat la Procuratura sectorului Ciocana din orașul Chișinău. Din 1994 până în 2001 a fost director la direcția Relații Internaționale a Ministerului Justiției din Republica Moldova. Din 1997 până în 2001 a fost Agent Guvernamental la Curtea Europeană a Drepturilor Omului. Din 2001 până în 2009 a activat ca avocat, cumulativ fiind președinte al organizației obștești „Juriștii pentru Drepturile Omului”. Din 2009 pînă în 2010 a fost deputat în Parlamentul Republicii Moldova.